# Janus (księżyc)
Janus (Saturn X) – księżyc Saturna. Nazwa pochodzi od Janusa, postaci z mitologii rzymskiej.

## Odkrycie
Został odkryty w grudniu 1966 roku przez A. Dollfusa. Trzy dni później inny astronom, Richard Walker dokonał podobnej obserwacji, odkrywając księżyc Epimeteusz. Przez dwanaście lat nie było pewne, czy zaobserwowano w rzeczywistości jeden, czy dwa księżyce. Pewność co do istnienia ich obu przyniosły dopiero obserwacje sondy Voyager 1, która przeleciała przez system Saturna 12 listopada 1980 roku.

## Orbita
Janus krąży ruchem prostym wokół Saturna po orbicie zbliżonej do kołowej, dzieląc ją w szczególny sposób z księżycem Epimeteuszem. W 2006 roku odkryto również delikatne pasmo pyłu (pierścień) w pobliżu wspólnej orbity księżyców.

### BliskośćEpimeteusza

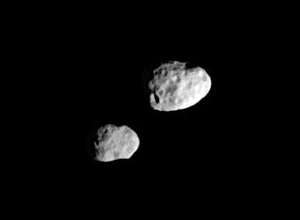
Epimeteusz (mniejszy) i Janus (większy) sfotografowane 20 marca 2006, dwa miesiące po zamianie orbit. Bliskość księżyców na tym zdjęciu jest złudzeniem optycznym.

Janus i nieco mniejszy Epimeteusz dzielą (prawie) tę samą orbitę, która znajduje się w przerwie między pierścieniami F i G Saturna. Promienie orbit tych księżyców różnią się zaledwie o 50 km. Ponieważ promień zarówno Epimeteusza jak i Janusa przekracza 50 km, wydawałoby się, że musi to nieuchronnie doprowadzić do zderzenia. Jednak podczas zbliżenia, wskutek oddziaływania grawitacyjnego między oboma ciałami, dochodzi do wymiany momentu pędu między nimi. Dzięki temu księżyc szybszy (o mniejszej orbicie) staje się księżycem wolniejszym (o większej orbicie), zanim dogoni współorbitalnego towarzysza. W ten sposób, paradoksalnie, przyciągające oddziaływanie grawitacyjne powoduje odepchnięcie się księżyców. W wyniku owej „wymiany orbit”, która nie jest ścisłą wymianą ze względu na różnicę mas, te dwa księżyce wcale się nie mijają. Największe zbliżenie wynosi ok. 10 tys. km i zachodzi co ok. 4 lata; w jego wyniku półoś wielka orbity Janusa maleje/rośnie o ok. 20 km, a Epimeteusza rośnie/maleje o 80 km.
Janus wraz z Epimeteuszem, krążąc po zewnętrznej stronie pierścienia F, oraz Prometeusz od wewnętrznej strony pełnią funkcję pasterskich księżyców tego pierścienia.

## Kratery
Cztery nazwane kratery na powierzchni Janusa otrzymały swoje nazwy pochodzące z mitologii greckiej w 1982 roku.
| Krater  | Pochodzenie nazwy                                     |
| ------- | ----------------------------------------------------- |
| Castor  | Kastor, bliźniak Polluksa                             |
| Idas    | Idas, jeden z bliźniaków, kuzyn Kastora i Polluksa    |
| Lynceus | Linkeus, jeden z bliźniaków, kuzyn Kastora i Polluksa |
| Phoibe  | Fojbe, córka Leukipposa                               |